# St. Laurentius (Burgwenden)

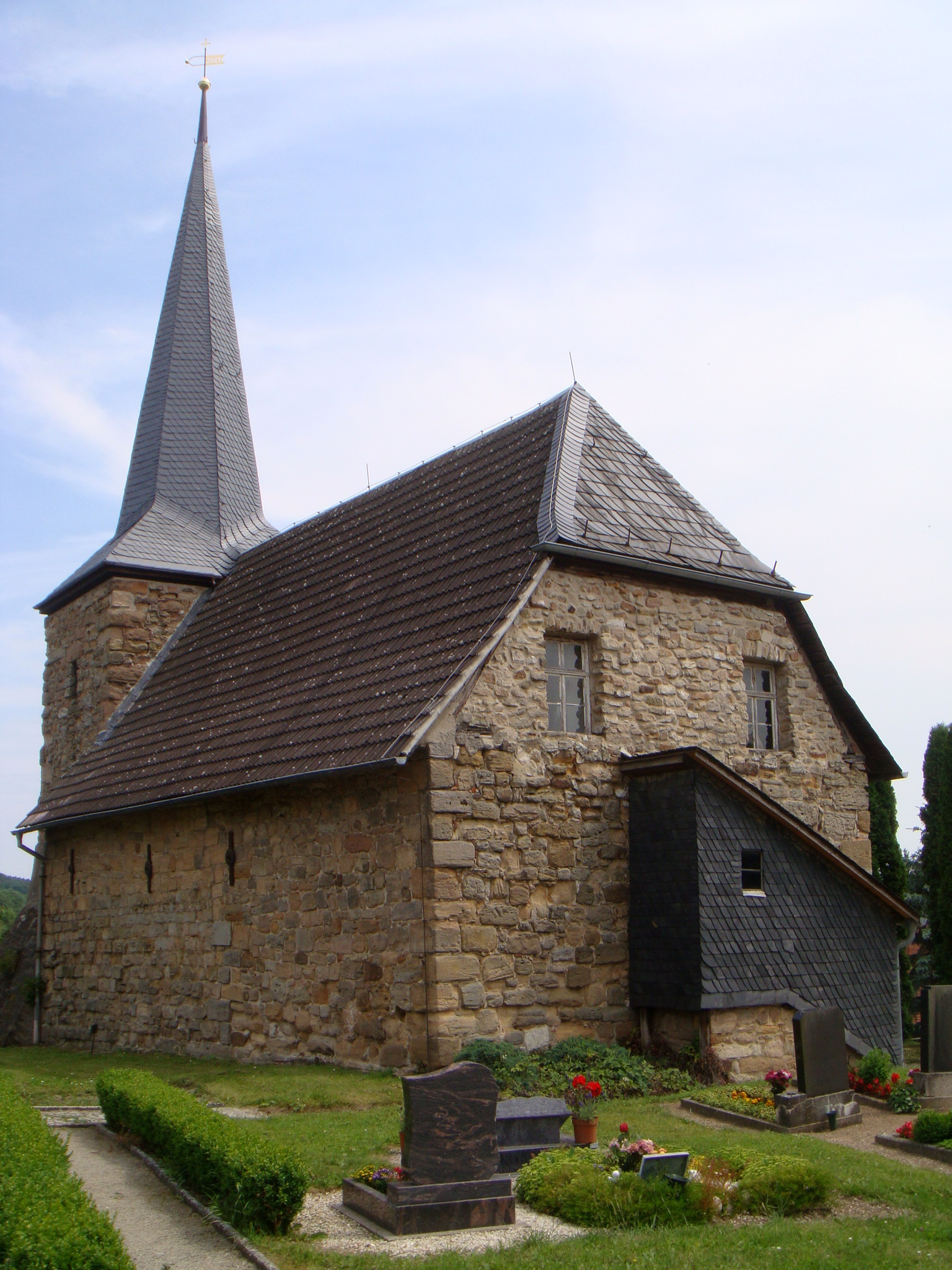
Die Kirche

Die evangelische Dorfkirche St. Laurentius steht im Ortsteil Burgwenden der Stadt Kölleda im Landkreis Sömmerda in Thüringen.

## Geschichte
Die Kirche erfuhr nachweislich im Jahre 1562 im Zuge einer baulichen Veränderung den Anbau des Kirchturms. In die Mauer wurde das Bild des Hl. Laurentius angebracht. 

## Architektur
Der einschiffige Kirchenbau mit eingezogenem romanischen quadratischem Chor weist an der Südseite ein romanisches Giebelfeld und im Mauerwerk an der Nordseite Reste aus der Entstehungszeit auf. Die Außenwände des Turmes und Kirchenschiffes bestehen aus Naturstein. 
Die Orgel aus dem 18. Jahrhundert ist momentan nicht bespielbar.

## Die Kirche heute
Zur Restaurierung des Gotteshauses erhielt die Kirchgemeinde über die Stiftung KiBa Hilfe im Jahr 2011. Das Turmdach wurde neu eingedeckt, der Schwammbefall bekämpft sowie dem Kirchendach Wetterfestigkeit verliehen.